# Campionato oceaniano maschile di pallacanestro 1975
Il 2º campionato oceaniano maschile di pallacanestro FIBA (noto anche come FIBA Oceania Championship 1975) si è svolto dal 6 novembre al 9 novembre 1975 in Australia.
I campionati oceaniani maschili di pallacanestro sono una manifestazione biennale tra le squadre nazionali del continente, organizzata dalla FIBA Oceania. Storicamente questo torneo è disputato dalle sole nazionali dell'Australia e della Nuova Zelanda.

## Squadre partecipanti
- Australia
- Nuova Zelanda

## Gare
| Squadra    | Punteggio | Squadra  | Serie         |                 |
| 6 novembre | Australia | 83 - 57  | Nuova Zelanda | 1 - 0 Australia |
| 7 novembre | Australia | 87 - 67  | Nuova Zelanda | 2 - 0 Australia |
| 9 novembre | Australia | 101 - 63 | Nuova Zelanda | 3 - 0 Australia |

## Campione
Australia
(2º titolo)